# Josh Smith
Joshua "Josh" Smith (College Park, Geórgia, 5 de dezembro de 1985) é um jogador de basquetebol profissional norte-americano que atualmente defende o Sichuan Blue Whales na Liga Chinesa.
Também foi campeão do campeonato de enterradas (Slam Dunk Contest) da NBA no ano de 2005, derrotando Amar'e Stoudemire e J. R. Smith.

## Ligações Externas
- Perfil na NBA